# Guitiriz
Guitiriz es una villa y municipio español situado en el centro de la parte occidental de la provincia de Lugo, a unos 30 kilómetros del centro geográfico de Galicia, limitando con la provincia de La Coruña. Pertenece a la comarca de Tierra Llana y está adscrito al partido judicial de Villalba. La situación geográfica de Guitiriz es privilegiada, hallándose prácticamente equidistante de las principales ciudades gallegas, con buenas comunicaciones tanto por carretera como por tren. Cuenta con una población de 5122 habitantes (INE 2024).

## Geografía
Integrado en la comarca de Tierra Llana lucense, se sitúa a 41 kilómetros de la capital provincial. El término municipal está atravesado por la Autovía del Cantábrico (A-8), por la carretera nacional N-634, entre los PK 634 y 637, por la Autovía del Noroeste (A-6) entre los PK 526 y 540, además de por la antigua carretera N-VI y por la carretera provincial LU-170, que conecta con Germade. 
El relieve del municipio está caracterizado por la llanura de la comarca a la que pertenece, la Terra Chá, si bien al oeste se encuentran la Serra da Loba, el Cordal de Montouto y la Serra da Cova da Serpe, que hacen de límite natural con la provincia de La Coruña. En el extremo sur del municipio, en la Serra da Cova da Serpe se llega a alcanzar la mayor altitud de Guitiriz, llegando hasta los 790 metros. Los picos más destacables son Penedo da Pereira (782 metros), Pena Marcada (729 metros) y Pena das Cruces (723 metros). El río Parga es el más importante del municipio y sus afluentes más destacados son el río Boedo y el río Requeixo. La altitud oscila entre los 790 metros al sur (Serra da Cova da Serpe) y los 400 metros a orillas del río Parga. El pueblo se alza a 445 metros sobre el nivel del mar.
| Noroeste: Monfero (La Coruña)                  | Norte: Germade | Noreste: Germade y Villalba |
| Oeste: Aranga (La Coruña) y Curtis (La Coruña) |                | Este: Villalba y Begonte    |
| Suroeste: Sobrado (La Coruña)                  | Sur: Friol     | Sureste: Begonte            |

## Historia
A pesar de que los primeros pobladores de origen celta y los romanos sabían acerca de las propiedades terapéuticas de las fuentes termales, solo con la llegada de los suevos tras el hundimiento del Imperio romano la localidad empezó a cobrar notoriedad. El nombre "Guitiriz" procede de "Witirici", en latín el genitivo de Witiricus, que significa "el lugar de Roberto ".
Estudios arqueológicos recientes apuntan a la llegada de los integrantes de un tribu astur en la época bajomedieval, [cita requerida] de ahí el reciente hermanamiento de Guitiriz con el ayuntamiento de Luarca.
En el siglo XIV la totalidad de la comarca Tierra Llana, incluyendo Guitiriz y su capital, Villalba, pasaron a ser parte de los dominios de Fernán Pérez de Andrade, en cuya familia pasarían a ser los primeros Condes de Villalba durante el reinado de los Reyes Católicos.
En Guitiriz se encuentra la fortificación medieval del Castillo de Parga, de la que solo se conserva una torre.
El pueblo cuenta con una importante y mítica banda municipal que desde sus orígenes hasta nuestros días lleva la cultura musical guitiricense por todo Galicia, caracterizando así a Guitiriz
como un pueblo de antiquísima y enorme tradición musical.
En la localidad guitiricense de Pardiñas se celebra anualmente uno de los festivales folk más importantes a nivel nacional, el "Festival Internacional Folk de Pardiñas". Es el segundo festival de música folk más antiguo de Galicia (1980), detrás del de Ortigueira (1978).

## Camino de Santiago
El Camino Norte de Santiago se adentra en tierras guitiricenses tras su paso por el municipio vecino de Villalba, y lo hace a través del lugar de Lamela, parroquia de Pígara, para posteriormente discurrir por Baamonde (Concejo de Begonte) y tomar dirección oeste para entrar de nuevo en suelo de Guitiriz, en la parroquia de San Alberte. Desde aquí, el Camino sigue dirección sur por las tierras de la parroquia de San Breixo y Santa Locaia, abandonando Guitiriz para continuar por tierras del municipio de Friol. 
Esta etapa del Camino Norte de Santiago que pasa por el Concejo de Guitiriz es la número 31, con inicio en Baamonde y final en Sobrado.

## Geografía humana

### Organización territorial
El municipio está formado por trescientas cincuenta entidades de población distribuidas en dieciocho parroquias:
- Becín (San Xulián)[4][6]
- Buriz[5] (San Pedro)[6]
- Labrada (Santa María)
- Lagostelle (San Juan)[5]
- Mariz (Santa Eulalia)
- Negradas[5] (San Vicente)[4][6]
- Parga (San Esteban)[5]
- Piedrafita[5]
- Pígara (San Pedro)
- Roca (San Xulián)[4][6]
- San Breijo de Parga (San Breijo)[5]
- San Salvador de Parga (San Salvador)
- Santa Cruz de Parga (Santa Cruz)
- Santa Leocadia de Parga (Santa Leocadia)[5][6]
- Santa Marina de Lagostelle (Santa Marina)[5]
- Trasparga (Santiago)
- Villar[5]
- Villares[5]

### Demografía
Cuenta con una población de 5122 habitantes (INE 2024).
| Gráfica de evolución demográfica de Guitiriz entre 1842 y 2021 |
| |
| Población de derecho según los censos de población del INE Población de hecho según los censos de población del INEEn estos censos se denominaba Trasparga: 1842, 1857, 1860, 1877, 1887, 1897, 1900, 1910, 1920, 1930 y 1940 |

#### Villa
Gráfica de evolución demográfica de la villa de Guitiriz, situada en la parroquia de Lagostelle:
| Gráfica de evolución demográfica de Guitiriz (villa) entre 2000 y 2020 |
|                                                                        |
| Datos según el nomenclátor publicado por el INE.                       |

## Clima
El clima en este pueblo de interior es un clima oceánico continental, con inviernos fríos y veranos suaves. La temperatura media anual es de 11 °C y las precipitaciones abundantes.
| Parámetros climáticos promedio de Guitiriz | Parámetros climáticos promedio de Guitiriz | Parámetros climáticos promedio de Guitiriz | Parámetros climáticos promedio de Guitiriz | Parámetros climáticos promedio de Guitiriz | Parámetros climáticos promedio de Guitiriz | Parámetros climáticos promedio de Guitiriz | Parámetros climáticos promedio de Guitiriz | Parámetros climáticos promedio de Guitiriz | Parámetros climáticos promedio de Guitiriz | Parámetros climáticos promedio de Guitiriz | Parámetros climáticos promedio de Guitiriz | Parámetros climáticos promedio de Guitiriz | Parámetros climáticos promedio de Guitiriz |
| Mes                                        | Ene.                                       | Feb.                                       | Mar.                                       | Abr.                                       | May.                                       | Jun.                                       | Jul.                                       | Ago.                                       | Sep.                                       | Oct.                                       | Nov.                                       | Dic.                                       | Anual                                      |
| ------------------------------------------ | ------------------------------------------ | ------------------------------------------ | ------------------------------------------ | ------------------------------------------ | ------------------------------------------ | ------------------------------------------ | ------------------------------------------ | ------------------------------------------ | ------------------------------------------ | ------------------------------------------ | ------------------------------------------ | ------------------------------------------ | ------------------------------------------ |
| Temp. máx. media (°C)                      | 9.8                                        | 11.2                                       | 14                                         | 15.4                                       | 18.2                                       | 21.5                                       | 23.8                                       | 23.7                                       | 21.6                                       | 18                                         | 13                                         | 10.3                                       | 16.8                                       |
| Temp. mín. media (°C)                      | 1.3                                        | 1                                          | 2.2                                        | 2.3                                        | 5.3                                        | 8.9                                        | 10.8                                       | 10                                         | 8.5                                        | 6.8                                        | 3.8                                        | 1.4                                        | 5.2                                        |
| Precipitación total (mm)                   | 175                                        | 180                                        | 116                                        | 63                                         | 103                                        | 65                                         | 12                                         | 37                                         | 74                                         | 90                                         | 190                                        | 213                                        | 1318                                       |
| Días de precipitaciones (≥ 1 mm)           | 14                                         | 14                                         | 12                                         | 13                                         | 11                                         | 7                                          | 5                                          | 6                                          | 8                                          | 12                                         | 14                                         | 15                                         | 131                                        |
| Horas de sol                               | 108                                        | 112                                        | 155                                        | 167                                        | 191                                        | 220                                        | 240                                        | 240                                        | 179                                        | 150                                        | 107                                        | 93                                         | 1966                                       |
| Humedad relativa (%)                       | 76                                         | 76                                         | 73                                         | 75                                         | 77                                         | 77                                         | 79                                         | 78                                         | 78                                         | 78                                         | 78                                         | 77                                         | 77                                         |
| Fuente: Agencia Estatal de Meterología     |                                            |                                            |                                            |                                            |                                            |                                            |                                            |                                            |                                            |                                            |                                            |                                            |                                            |

## Hermanamientos
- Luarca, Asturias
- Baler, Filipinas, por ser localidad natal de Bernardino Sánchez Caínzos.

## Publicaciones
En el año 2006 fue publicado un libro que recoge la historia local del municipio así como ofrece una guía al turista: Tras las Huellas de la Cultura y del Medio Natural de Guitiriz, por Jenaro Pérez López y Yasmina Seijas Iglesias.